# Aleksandra Pivec
Aleksandra Pivec (rojena Kukec), slovenska kemijska tehnologinja in političarka, * 26. marec 1972, Ptuj. 
Pivčeva je nekdanja predsednica Demokratične stranke upokojencev Slovenije in nekdanja ministrica za kmetijstvo, gozdarstvo in prehrano v 13. in 14. vladi Republike Slovenije.
Protikorupcijska komisija jo je spoznala za krivo korupcije, kar je potrdilo tudi sodišče.
20. marca 2021 je postala predsednica nove stranke Naša dežela.

## Življenjepis
Leta 1999 je diplomirala na Fakulteti za kemijo in kemijsko tehnologijo Univerze v Ljubljani, leta 2005 pa je tam tudi doktorirala iz kemijskega inženirstva, na temo optimizacije procesov vinske fermentacije (COBISS). Kot mlada raziskovalka se je nato zaposlila na fakulteti, kjer je diplomirala, bila je tudi strokovna raziskovalka v Znanstveno-raziskovalnem središču Bistra na Ptuju, ki ga je šest let tudi vodila. Sodelovala je pri razvoju in raziskavah na več projektih, med njimi priprave publikacij ter črpanje evropskih sredstev. 

### Zasebno
Je poročena mama dveh sinov. Njen ded je bil vinar Stanko Čurin.

## Politika
Septembra 2016 se je zaposlila na Uradu vlade Republike Slovenije za Slovence v zamejstvu in po svetu, kjer je od julija 2017 delovala tudi kot državna sekretarka, zadolžena za razvoj in pomoč pri povezovanju interesov aktvnosti med Slovenci, ki živijo v zamejstvu in po svetu ter matično domovino in rojaki v Sloveniji na področjih kulture, izobraževanja, gospodarstva, mladih in EU sodelovanja.

### Ministrica za kmetijstvo, gozdarstvo in prehrano
Na pobudo stranke DeSUS je bila 13. septembra 2018 imenovana na mesto ministrice za kmetijstvo, gozdarstvo in prehrano v vladi Marjana Šarca. Na položaju je ostala tudi v naslednji, 14. vladi Republike Slovenije, pod vodstvom Janeza Janše. Zaradi nesoglasij, je po odstopu z vrha stranke in razkolu v stranki, na zahtevo DeSUS premier Janša v državni zbor poslal predlog razrešitve Aleksandre Pivec z mesta ministrice. Državni zbor je o razrešitvi Pivčeve nameraval odločati 5. oktobra 2020, a je ministrica na dan razprave odstopila, prav tako je napovedala izstop iz stranke DeSUS. Državni zbor se je z njenim odstopom uradno seznanil ob 18. uri, s čimer ji je prenehala ministrska funkcija. Tekoče posle je opravljala do imenovanja njenega naslednika Jožeta Podgorška, 15. oktobra 2020.

### Predsednica DeSUS
14. novembra 2019 je potrdila, da je vložila kandidaturo za predsednico Demokratične stranke upokojencev Slovenije (DeSUS) na kongresu 18. januarja 2020. Kandidatura je ohladila njene odnose s Karlom Erjavcem, ki je predsedniku vlade Marjanu Šarcu namigoval na odstavitev Pivčeve z mesta ministrice. Kot povod za to je navajal afero SRIPT, ki je v javnost prišla ravno v času, ko je ministrica napovedala kandidaturo za predsednico stranke. Afera Pivčevo obtožuje, da Komisiji za preprečevanje korupcije ni prijavila 36.000 € težkega honorarja za delo, ki ga je pogodbeno opravila v projektu Strateškega razvojnega inovacijskega partnerstva Turizem ter da dela niti ni opravila. Pivčeva se je odzvala, da je svoje delo opravila kvalitetno. V začetku decembra 2019 je dejala, da se želi o zadevi pogovoriti z Marjanom Šarcem, ter, če bo hotel, odstopiti z mesta ministrice za kmetijstvo. V nasprotnem primeru je bila pripravljena delo nadaljevati. Erjavec je v nagovorih članom stranke večkrat namignil, da ne želi, da stranka pade v roke drugih strank, Pivčeva pa je odgovarjala, da ima dobre namene. Dne 18. januarja je bila na kongresu stranke DeSUS izvoljena za predsednico. Glas ji je namenilo 143 delegatov kongresa, med tem ko jih je Erjavec prejel 80, Borut Stražišar pa osem.
Po odstopu Marjana Šarca z mesta predsednika vlade in posledičnem padcu vlade, se je Pivčeva udeležila koalicijskih pogajanj za novo vlado pod vodstvom Janeza Janše. Ker je DeSUS pred volitvami leta 2018, takrat še pod vodstvom Karla Erjavca, poudarjal, da v vladi Janeza Janše ne bo sodeloval, so pogovori in kasnejši vstop v 14. vlado Republike Slovenije vzburili nekaj razburjen, prav tako je bil vstop v vlado eden od povodov za protest "Proti koaliciji sovraštva". Pivčeva je vstop v vlado med drugim pogojevala s 70-% podporo članstva sveta stranke, ki je na seji vstop podprlo v 90 %. Med prednostnimi koalicijskimi zahtevami DeSUS, ki so bili kasneje tudi izvedeni ali pognani v proceduro, so gradnja novih domov za starejše, temeljni dogodek, usklajevanje dohodnin in ustanovitev demografskega sklada ter vladnega urada za demografijo. 

#### Odhod iz stranke
Koncem julija 2020 so mediji objavili sporen obisk Pivčeve v podjetju Vina Kras, ki je bil delno službene in delno zasebne narave, saj je Pivčeva ravno takrat tam dopustovala s svojima sinovoma. Mediji so jo bremenili korupcijskih tveganj in neplačil računov. Pivčeva je več pozivov, da naj pokaže račune s potovanja zavrnila, češ, da svoje zasebnosti ni dolžna razkrivati javnosti. Nekaj dni kasneje je podobna zgodba prišla tudi iz Izole, kjer je tamkajšnja občina Pivčevi ob obisku Izole krila namestitev v hotelu, plačana pa je bila še ena soba, prijavljena na njena sinova. Aleksandra Pivec je pojasnila, da njena sinova tam nista prenočila, sta pa njena varnostnika. Račun je bil po medijski objavi popravljen, župan izolske občine Danilo Markočič pa je sporočil, da bo stroške kril sam, saj da je do napake prišlo v njegovem kabinetu. 
Da je postopala koruptivno je potrdila Protikorupcijska komisija.
Zaradi nejasnosti in neodzivnosti Pivčeve, so jo vodja poslanske skupine Franc Jurša in ostali poslanci po skupnem sestanku, 10. avgusta 2020, pozvali k odstopu, prav tako jo je k odstopu pozval Tomaž Gantar. Pivčevo, ki je opozorila na aktivno podtalno delovanje bivšega predsednika Erjavca, je med tem podrlo več združenj s kmetijstva in prehrane. Na sestanku sveta stranke, 22. avgusta 2020, je le-ta Pivčevi izrekel nezaupnico, o sami razrešitvi pa so se namenili odločati na sestanku čez dva tedna. Pivčeva je nezaupnico ocenila kot legitimno, odstopila pa zaradi nje ne bo, saj jo lahko razreši le kongres stranke, ki jo je tudi izvolil. Na ponovnem srečanju sveta stranke, 9. septembra 2020, je Aleksandra Pivec podala svoj odstop z mesta predsednica stranke, vodenje pa je začasno prevzel Tomaž Gantar, kljub temu, da bi ga po statutu moral eden od podpredsednikov. Pivčeva je sprva napovedala kandidaturo na predčasnem kongresu, a se naposled zanjo ni odločila, saj je izstopila iz stranke.

### Ustanovitev Naše dežele
Pivčeva se je po odstopu z mesta ministrice in članice stranke DeSUS za nekaj časa umaknila iz medijev. Koncem novembra 2020 se je začela preko socialnih omrežij ponovno odzivati na aktualna politična vprašanja. 1. decembra 2020 uradno napovedala, da ustanavlja svojo stranko, ki pa ne bo stranka imena in priimka. Ustanovni kongres nove stranke Naša dežela je potekal v soboto, 20. marca 2021 v Mariboru. Zaradi epidemiološkega stanja je potekal preko videokonference. Pivčeva je bila izvoljena na mesto predsednice.